# Никола Љубибратић
Никола Љубибратић (Љубово, код Требиња, 12. децембар 1912 — Београд, 18. децембар 1976), учесник Народноослободилачке борбе, генерал-потпуковник ЈНА и народни херој Југославије. 

## Биографија
Рођен је 12. децембра 1912. године у Љубову, код Требиња. 
До рата је био поштански службеник. После окупације Југославије, 1941. године, прикључио се Народноослободилачком покрету (НОП) и учествовао је у организовању устанка и стварању првих партизанских јединица у требињском срезу. У борби на Радован-ждријелу, децембра 1941. године, учествовао је у разбијању италијанског моторизованог полубатаљона, која је на сектору Требиње–Дубровник убрзала ступање нових бораца у партизанске јединице. У чланство Комунистичке партије Југославије (КПЈ) је примљен 1941. године.
Јануара 1942. године постављен је за командира Прве чете Првог ударног херцеговачко-црногорског батаљона. Са својом четом учествовао је 20. фебруара у заробљавању и убиству команданта четника источне Босне и Херцеговине и делегата четничке Врховне команде, мајора Бошка Тодоровића, у Кифином Селу, код Невесиња.
Приликом реорганизације партизанских јединица у Херцеговини, Никола Љубибратић је постављен за заменика команданта Првог ударног батаљона, с којим је 17. априла 1942. године, учествовао у уништењу усташког упоришта на Борчу. У борби за ослобођење партизанске болнице у Звијерини, код Билеће, исте године, успео је да са својим борцима ослободи четрдесет рањеника које су заробили четници.
Јуна 1942. године, у Врбници на Зеленгори, формиран је од херцеговачких бораца, који су се повукли пред италијанско-четничком офанзивом, Херцеговачки партизански одред. За заменика команданта Другог батаљона тог одреда постављен је Никола. С тим батаљоном је ушао у састав Десете херцеговачке ударне бригаде, формиране августа 1942. године.
У Четвртој непријатељској офанзиви, у току борби за ослобођење Прозора, с батаљоном је на јуриш заузео италијанске бункере. Гонећи непријатељску колону поред реке Раме, заробио је неколико тенкова. У Петој непријатељској офанзиви, у борбама на Волујаку и Маглићу, био је рањен.
Октобра 1943. године, Штаб Десете херцеговачке бригаде формирао је Прву, Другу и Трећу групу ударних батаљона, а за заменика команданта Прве групе постављен је Никола. Његова група је 17. октобра, у рејону Гата и Гацка, напала и разбила Гатачку, Калиновичку и Сарајевску четничку бригаду. У новембру 1943. године постављен је за команданта Десете херцеговачке ударне бригаде, а пред крај рата за команданта Пете српске дивизије народне одбране, која се налазила у саставу Корпуса народне одбране Југославије (КНОЈ).
После ослобођења Југославије, наставио је професионалну војну каријеру у Југословенској армији. Крајем 1945. отишао је на школовање у Војну академију „Фрунзе“ у Москви, коју је завршио 1947. године. Потом је завршио Вишу војну академију ЈНА. У ЈНА се налазио на дужностима команданта дивизије и помоћника команданта армије за позадину. Пензионисан је 1970. године у чину генерал-потпуковника ЈНА.
У браку са супругом Маријом (1924—1999) имао је ћерку Весну (1949—1991).
Умро је 18. децембра 1976. године у Београду и сахрањен је у Алеји народних хероја на Новом гробљу у Београду.
Носилац је Партизанске споменице 1941. и других југословенских одликовања, међу којима су — Орден ратне заставе, Орден партизанске звезде са златним венцем, Орден заслуга за народ са сребрним зрацима, Орден братства и јединства са сребрним венцем, Орден народне армије са златном звездом и Орден за храброст. Од иностраних се истичу Партизански крст НР Пољске и чехословачки Војнички крст. Орденом народног хероја одликован је 27. новембра 1953. године.